# P2RY4
P2RY4 (англ. Pyrimidinergic receptor P2Y4) – білок, який кодується однойменним геном, розташованим у людей на X-хромосомі. Довжина поліпептидного ланцюга білка становить 365 амінокислот, а молекулярна маса — 40 963.
| 10         |  | 20         |  | 30         |  | 40         |  | 50         |
| ---------- |  | ---------- |  | ---------- |  | ---------- |  | ---------- |
| MASTESSLLR |  | SLGLSPGPGS |  | SEVELDCWFD |  | EDFKFILLPV |  | SYAVVFVLGL |
| GLNAPTLWLF |  | IFRLRPWDAT |  | ATYMFHLALS |  | DTLYVLSLPT |  | LIYYYAAHNH |
| WPFGTEICKF |  | VRFLFYWNLY |  | CSVLFLTCIS |  | VHRYLGICHP |  | LRALRWGRPR |
| LAGLLCLAVW |  | LVVAGCLVPN |  | LFFVTTSNKG |  | TTVLCHDTTR |  | PEEFDHYVHF |
| SSAVMGLLFG |  | VPCLVTLVCY |  | GLMARRLYQP |  | LPGSAQSSSR |  | LRSLRTIAVV |
| LTVFAVCFVP |  | FHITRTIYYL |  | ARLLEADCRV |  | LNIVNVVYKV |  | TRPLASANSC |
| LDPVLYLLTG |  | DKYRRQLRQL |  | CGGGKPQPRT |  | AASSLALVSL |  | PEDSSCRWAA |
| TPQDSSCSTP |  | RADRL      |  |            |  |            |  |            |

A: Аланін

C: Цистеїн

D: Аспарагінова кислота

E: Глутамінова кислота

F: Фенілаланін

G: Гліцин

H: Гістидин

I: Ізолейцин

K: Лізин

L: Лейцин

M: Метіонін

N: Аспарагін

P: Пролін

Q: Глутамін

R: Аргінін

S: Серин

T: Треонін

V: Валін

W: Триптофан

Кодований геном білок за функціями належить до рецепторів, g-білокспряжених рецепторів, білків внутрішньоклітинного сигналінгу, фосфопротеїнів. 
Локалізований у клітинній мембрані, мембрані.